# Лотхов, Иван Сергеевич

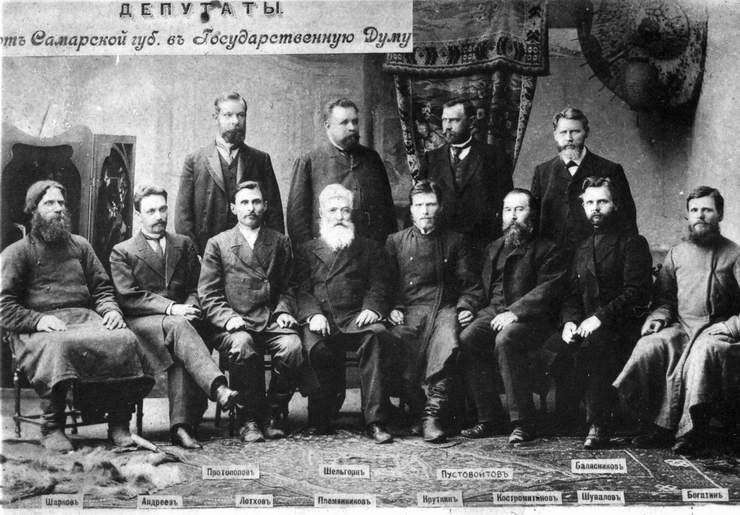
Члены государственной Думы Первого созыва от Самарской губернии. Первый ряд (слева направо) — П. В. Шарков, А. А. Андреев, И. С. Лотхов, В. А. Племянников, М. М. Круткин, Г. Н. Костромитинов, И. Е. Шувалов, Д. Г. Богатин; Второй ряд — Д. Д. Протопопов, Г. Х. Шельгорн, И.И. Пустовойтов, В. Ф. Балясников.

Иван Сергеевич Лотхов (1868 — 1920) — крестьянин, депутат Государственной думы I созыва от Самарской губернии.

## Биография
Крестьянин села Сорочинское Бузулукского уезда Самарской губернии. Окончил земскую школу. Постоянный ходок по общественным делам. Занимался земледелием и кузнечным ремеслом. Владел кузницей и мельницей, жил на хуторе. Беспартийный. В члены Государственной Думы избран по соглашению с партией народной свободы.
26 марта 1906 избран в Государственную думу I созыва от общего состава выборщиков от Самарского губернского избирательного собрания.  В думе ни к одной из фракций не примкнул, оставаясь беспартийным. Однако трудовики в своем издании «Работы Первой Государственной Думы» политическую позицию Лотхова характеризуют как «Б. пр.». Это означает, что беспартийный Лотхов поселился на казённой квартире Ерогина, нанятой на государственные деньги для малоимущих депутатов специально для их обработки в проправительственном духе, и оставался там до конца работы Думы. Состоял в аграрной комиссии Думы.
После роспуска Думы вернулся на родину, по воспоминаниям семьи, умер в 1920 году, потеряв жену и всё имущество.

## Семья
- Старший брат — Сергей Сергеевич, после революции переехал в Самарканд, где занимался садоводством[3].
- Старший брат — Лев Сергеевич, после революции переехал в Самарканд, где занимался садоводством.
- Жена — Вера (1876—1916)[3], воспитанница местной помещицы, отдана замуж в 17 лет, умерла от двусторонней ангины[1].
  - Сын — Николай (1893[1]—1916)[3], умер от туберкулёза[1].
  - Дочь — Валентина(1895—?), замужем за Кузьмой Нестеровичем Клименковым (1890-?).[3].
  - Дочь — Екатерина, в результате несчастного случая стала горбатой[3].
  - Дочь — Полина (? — после 1921), учительница в Мерке, Южный Казахстан[3].
  - Сын —  Геннадий, торговый работник[3].
  - Сын —  Валентин (1915[1]—1944[5])[3].

### Архивы
- Российский государственный исторический архив. Фонд 1278. Опись 1 (1-й созыв). Дело 27. Лист 10, 11; Фонд 1327. Опись 1. 1905 год. Дело 141. Лист 29.